# Łączki (Kobylany)
Łączki – część wsi Kobylany w województwie małopolskim, w  powiecie krakowskim, w gminie Zabierzów.

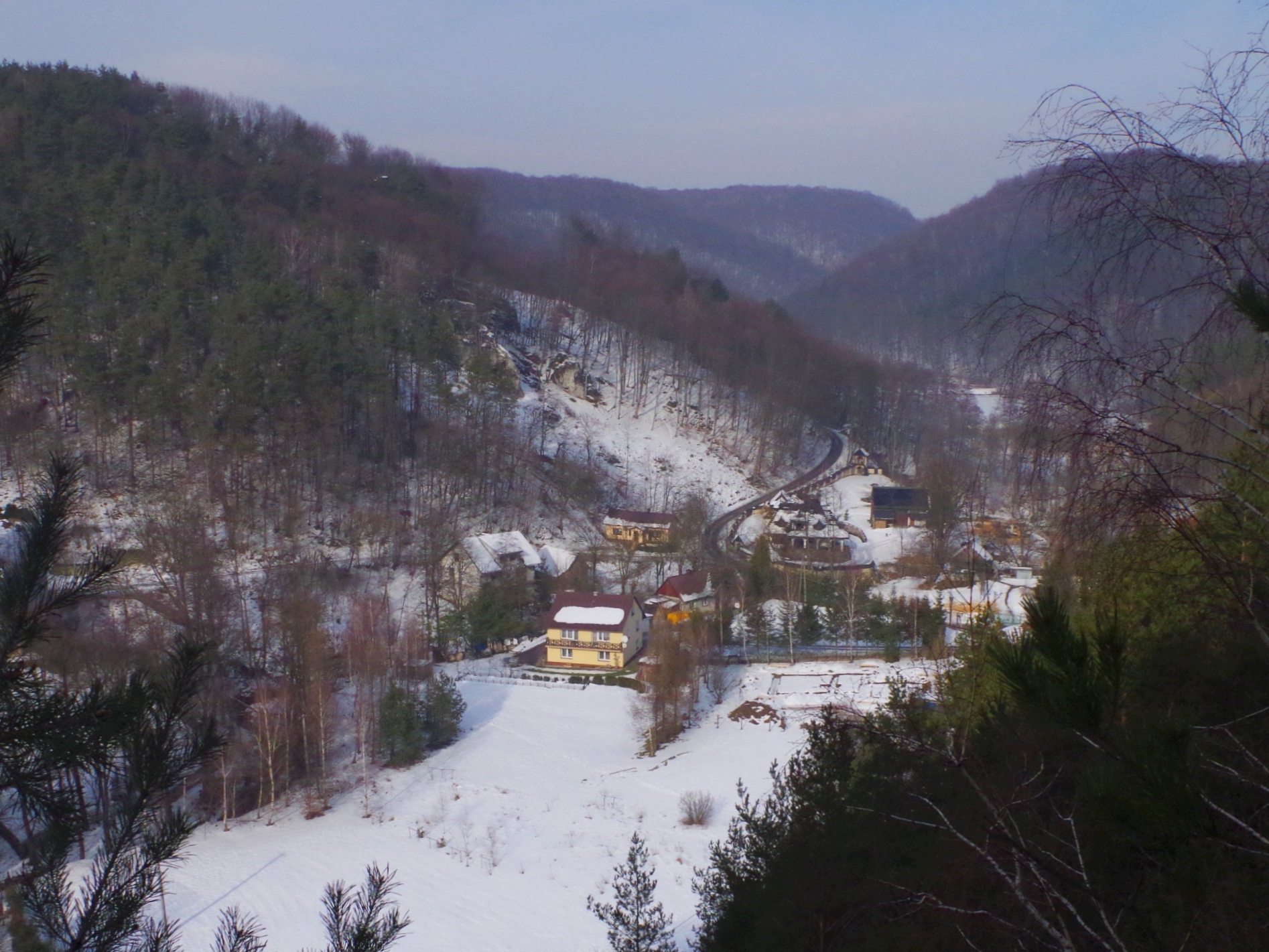
Łączki Kobylańskie i wylot Doliny Będkowskiej

W latach 1975–1998 Łączki administracyjnie należały do województwa krakowskiego.
Miejscowość znajduje się w rozszerzeniu dolnej części Doliny Będkowskiej, między wzniesieniami Kobylskie Góry (361 m), Wietrznik (321 m) i Żarnowa (355 m), na atrakcyjnym terenie Wyżyny Krakowsko-Częstochowskiej, włączonym w obszar Parku Krajobrazowego Dolinki Krakowskie. Z racji swojego położenia jest punktem wypadowym do zwiedzania Doliny Będkowskiej. Przez Łączki Kobylańskie przebiega też szlak turystyczny i rowerowy, umożliwiający zwiedzenie pozostałych dolin.
Do Łączek prowadzą dwie wąskie drogi: z Brzezinki przez Łączki Brzezińskie i Kobylan. Na skrzyżowaniu tych dróg istnieje kapliczka. Na przeciwległych zboczach znajdują się duże skały wapienne; po południowo-zachodniej stronie Cebulowa, a na wzgórzu Żarnowej Szeroki Mur, Babka i Dziadek. Dnem doliny spływa potok Będkówka wypływający w Dolinie Będkowskiej ze źródła Będkówki uznanego za pomnik przyrody. Niedaleko za zabudowaniami znajdują się w dnie doliny duże stawy z hodowlą pstrągaf name=geoportal/>
Szlaki turystyczne:
 – z Rudawy przez Radwanowice, Łączki Kobylańskie i całą długość Doliny Będkowskiej (ok. 8 km) do Ojcowskiego Parku Narodowego.
Szlak rowerowy:
 – zataczający pętlę szlak z Bolechowic przez Zelków, górną część rezerwatu przyrody Dolina Kluczwody, Wierzchowie, Bębło, Dolinę Będkowską (w dół), Łączki Kobylańskie, Kobylany, Dolinę Kobylańską (w górę), Krzemionkę, Dolinę Bolechowicką (w dół) do Bolechowic.